# DF Большого Пса
DF Большого Пса (лат. DF Canis Majoris) — одиночная переменная звезда в созвездии Большого Пса на расстоянии (вычисленном из значения параллакса) приблизительно 12820 световых лет (около 3931 парсека) от Солнца. Видимая звёздная величина звезды — от более +14,7m до +11,7m.

## Характеристики
DF Большого Пса — красная пульсирующая переменная звезда, мирида (M).